# جوليس تي فروند
جوليس تي فروند (بالإنجليزية: Jules Freund)‏ هو طبيب أمريكي، ولد في 24 يونيو 1890 في بودابست في المجر، وتوفي في 22 أبريل 1960 في الولايات المتحدة.